# Isabelle Grill
Matilda Isabelle Grill, född 20 september 1997 i Göteborg, är en svensk skådespelare.
Grill är utbildad vid Angereds teaterskola (2016) och Nordiska teaterskolan i Göteborg (2017–2018) samt vid Stockholms Dramatiska Högskola (2022–2023). Sedan 2019 är hon bosatt i Stockholmstrakten.
År 2019 debuterade hon som skådespelare i filmen Midsommar. År 2020 spelade hon huvudrollen i filmen  Svartklubb. Hon har även medverkat i TV-serien Clark år 2022. År 2023 hade hon huvudrollen i filmen Vernissage hos Gud samt medverkade i TV-serien Leva life.
Grill är sambo med teaterskådespelaren Fredric Odenborg (född 1995).

## Filmografi (i urval)
- 2019 – Midsommar
- 2020 – Svartklubb
- 2022 – Clark (TV-serie)
- 2023–2024 – Leva life (TV-serie)
- 2023 – Vernissage hos Gud
- 2024 – Gudstjänst
- 2024 – Voidcaller